# Masaru Kacumi
Masaru Kacumi (jap. 勝見 勝) (18. července 1909 Tokio — 10. listopadu 1983) byl japonský kritik a teoretik designu, zabýval se také francouzskou literaturou. Promoval na Tokijské Univerzitě. V roce 1964 přednášel na Tokyo Zókei University (東京造形大学).
Inicioval zřízení vícero designérských škol, které brzy začaly chrlit stovky kvalifikovaných reprezentantů profese.V roce 1954 založil Společnost vědy o designu a zorganizoval výstavu Gropius a Bauhaus v Národním muzeu moderního umění v Tokiu. K šíření idejí modernismu přispěl v roce 1959 knihou Dobrý design, od toho samého roku vydával také časopis Grafický design.
Také řídil tým grafických designérů pracujících pro Letní olympijské hry 1964 v Tokiu. Tokijská olympiáda stanovila grafické normy pro pozdější velké mezinárodní akce. Pro dějiny měly zásadní význam zejména piktogramy, které pod Kacumiho vedením vytvořil Joširó Jamašita. Potvrdily aktuálnost „obrázkového písma“ v moderním světě. Cizinci neschopní dešifrovat japonské nápisy se spolehlivě orientovali na sportovištích a akcích olympiády právě díky piktogramům. Projekt zahrnoval návrh 20 piktogramů pro různé sporty a dalších 39 všeobecných informačních piktogramů.